# Andocs
Andocs é um município da Hungria, situado no condado de Somogy. Tem 43,27 km² de área e sua população em 2019 foi estimada em 1.078 habitantes.